# Sardanes a la font de Sant Roc a Olot
Sardanes a la font de Sant Roc a Olot és una pintura a l'oli realitzada per Ramon Casas el 1901 a Barcelona i que actualment pertany al Col·lecció del Cercle del Liceu, on es mostra a la seva coneguda Sala Rotonda.